# Cinchona krauseana
Cinchona krauseana là một loài thực vật có hoa trong họ Thiến thảo. Loài này được L.Andersson mô tả khoa học đầu tiên năm 1998.